# Ben Nevis (distillerie)
Pour les articles homonymes, voir Ben Nevis (homonymie).
Ben Nevis est une distillerie écossaise qui doit son nom à la plus haute montagne du Royaume-Uni, au nord de Fort William. Fondée en 1825 par John MacDonald, c'est une des plus vieilles distilleries d'Écosse et une attraction populaire de Fort William. Ben Nevis fut la première distillerie à produire à la fois du whisky de malt et du whisky de grain. L'eau utilisée pour le whisky vient de Allt a' Mhuilinn coulant sur la face nord du Ben Nevis.
La distillerie est la propriété depuis 1989 de l'entreprise japonaise Nikka Whisky Distilling Co. Ltd. 

## Embouteillage officiel
Blend
- Dew of Ben Nevis « Special Reserve » Blend 40 %
- Dew of Ben Nevis « Special Reserve » Blend 40 %
- Dew of Ben Nevis « Blue Label » Blend 40 %
- Dew of Ben Nevis « Supreme Selection » Blend 40 %
- Dew of Ben Nevis « 12 Year Old Deluxe » Blend 40 %
- Dew of Ben Nevis « 20 Years Old Limited Edition » Blend 43 %
- Dew of Ben Nevis « 21 Year Old Luxury » Blend 43 %

Single malt whisky
- McDonald's Glencoe « 8 Year Old Vatted » Malt 58 %
- Ben Nevis « 10 Years Old single west highland » Malt 46 %
- Ben Nevis « 26 Year Old single cask » Malt Cask strength
- Dew of Ben Nevis « 40 Years Old Unique » 'Blended at Birth' 40 %